# R. 팜 덧

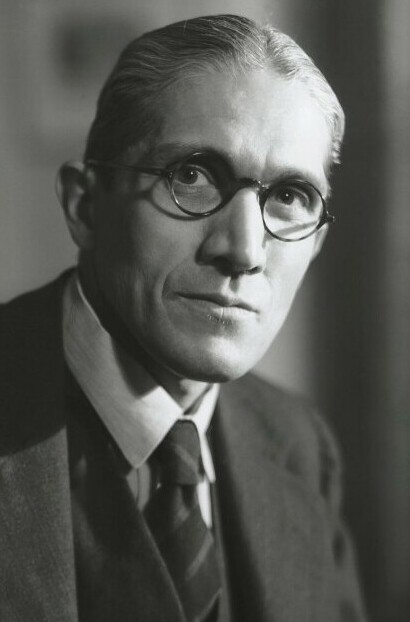

라자니 팜 덧(Rajani Palme Dutt)은 영국 공산당의 대표적인 언론인이자 마르크스주의 이론가이다. 본명보다 R. 팜 덧(R. Palme Dutt)으로 잘 알려져있다.